# Michel Lagarde
Michel Lagarde, né le 6 avril 1954 à Cadouin en Dordogne, est un photographe français, spécialiste du photomontage numérique, technique avec laquelle il réalise des autoportraits photographiques multiples en noir et blanc qu'il appelle « Dramagraphies ».
Il est, parallèlement à cette activité, également scénographe et décorateur de spectacle vivant.

## Biographie
Michel ne commence la photographie qu'en 2002 après avoir été comédien puis décorateur de théâtre.
Il réside actuellement à Cerny.

## Technique

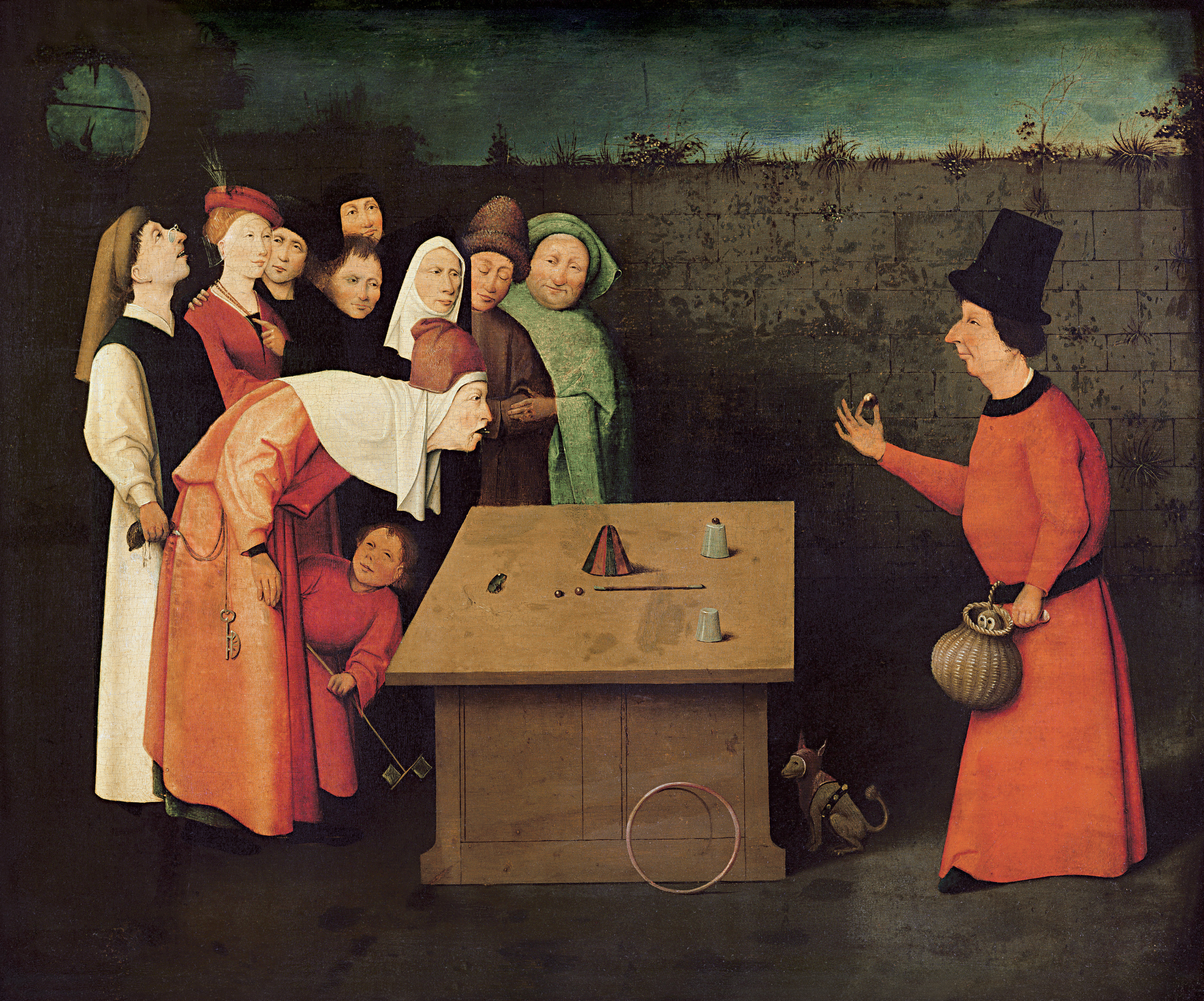
L'Escamoteur de Jérôme Bosch dont le photographe s'est inspiré pour sa dramagraphie L'escamoteur (2012).

Il s'inspire des sujets les plus divers, comme L'Escamoteur de Jérôme Bosch dans lesquels il se met en scène.

## Expositions
- Galerie Roy Sfeir, Paris.
- Espace Cyril Kobler, Genève.
- Galerie du Quartz, Centre Atlantique de la photographie, Brest.
- Blin Plus Blin, Paris, 2016.
- Palais Bénédictine, Fécamp, 2016

## Publication
- Michel Lagarde et Patrick Mecucci, Dramagraphies. Filmographie complète d'Emir Kuklic, Ankama éditions, 2011.